# Carebara raja
Carebara raja (лат.) — вид очень мелких муравьёв рода Carebara из подсемейства Myrmicinae (Formicidae). Эндемик Индии.

## Описание
Мелкие муравьи коричневого цвета. Длина тела самок составляет около 5 мм. Усики 9-члениковые. Передний край клипеуса килевидный в средней части. Рабочие и самцы не описаны.

## Систематика
Вид был описан в 1902 году швейцарским мирмекологом Огюстом Форелем по материалам из Индии под первоначальным названием Oligomyrmex raja Forel, 1902.
В 2004 году включён в состав рода Carebara (Fernández, 2004). Валидный статус был подтверждён в 2013 году в ходе ревизии местной фауны индийскими энтомологами Химендером Бхарти (Himender Bharti; Department of Zoology and Environmental Sciences, Punjabi University, Патиала, Пенджаб, Индия) и Ракешем Кумаром (Rakesh Kumar, 2013). Относят к трибе Solenopsidini.